# Diocesi di Fidene
La diocesi di Fidene (in latino: Dioecesis Fidenatensis) è una sede soppressa e sede titolare della Chiesa cattolica.

## Storia
Sede vescovile era la città di Fidene, oggi frazione del comune di Roma. La storiografia antica ha attribuito a Fidene due vescovi: Geronzio e Giustino, menzionati rispettivamente nel 502 e nel 680. Lanzoni tuttavia ritiene che questi due vescovi non appartengano affatto a Fidene, bensì a Cervia il primo, e a Voghenza il secondo.
Dal 1966 Fidene è annoverata tra le sedi vescovili titolari della Chiesa cattolica; dal 15 marzo 1990 l'arcivescovo, titolo personale, titolare è Giacinto Berloco, già nunzio apostolico in Belgio e Lussemburgo.

## Cronotassi

### Vescovi
- Geronzio † (menzionato nel 502) ?
- Giustino † (menzionato nel 680) ?

### Vescovi titolari
- Maffeo Giovanni Ducoli † (22 aprile 1967 - 7 ottobre 1975 nominato vescovo di Belluno e Feltre)
- Giacomo Biffi † (7 dicembre 1975 - 19 aprile 1984 nominato arcivescovo di Bologna)
- Giacinto Berloco, dal 15 marzo 1990